# Членестоноги
Членестоногите (Arthropoda) са тип безгръбначни животни, които имат външен скелет, сегментация на тялото и чифтни начленени крайници, като клетките им образуват три пласта на тялото. Това е най-многобройната група животни и се състои от над 1 милион описани вида (над 80% от всички описани видове животни), включително насекоми, паякообразни, многоножки и ракообразни, като според различни оценки този брой се надхвърля значително от неизвестните за науката видове. Приспособени са към разнообразни условия на околната среда, срещат се във всички части на биосферата и имат изключително многообразие на форми. Това е група намираща се в биологичен прогрес. Името им произлиза от характерните за тях чифтни придатъци, които използват по различен начин. Членестоногите са древна група животни еволюирали през камбрий от по-примитивните многочетинести червеи. Те са и едни от първите сухоземни животни като сушата е предложила много по-голямо многообразие способствало за интензивната еволюция и видообразуване в типа.
Характерни за членестоногите са крайниците, разделени на ставно свързани един към друг сегменти, и изградената от хитин кутикула, често минерализирана с калциев карбонат. Тялото им е структурирано в няколко сегмента, всеки от които с чифт крайници. Коравата кутикула ограничава растежа на тялото, поради което членестоногите я подменят периодично чрез линеене. Те са двустранно симетрични, а някои видове имат крила. Размерите им варират в широки граници - от микроскопичните ракообразни Stygotantulus до достигащия маса 19 килограма японски рак паяк.

## Характерни особености
За всички членестоноги е характерно сегментираното тяло, покрито с кутикула. Мускулатурата им е специализирана, разположена в различни части на тялото (главно в основата на краката и крилата). Техните крака имат стави, движени от мускули – антагонисти. Такива свойства притежават още само гръбначните животни. Това осигурява на членестоногите голяма подвижност и ги прави истински ловци.
Обвивката на тялото е твърда – външен хитинов скелет. Тя предпазва тялото от изсъхване, но ограничава свободата на движенията. Хитиновата обвивка ограничава нарастването на тялото, затова в млада възраст индивидите я сменят неколкократно – линеят. Тя има огромно значение за преминаването от водна среда към живот на сушата. В много случаи има отлагане на варовито или друго вещество в хитина и това го превръща в щитоподобно образувание.
При повечето членестоноги тялото се дели на 3 отдела: глава, гърдички и коремче, които могат да бъдат образувани от различен брой членчета. Всеки вид организъм има строго определен брой членчета, които остават неизменни през целия му живот.

### Тяло
С различни вариации в отделните таксони принципното устройство на тялото е сходно. То се състои от различен брой сегменти, които най-общо са групирани в три отдела – глава, гърди и коремче. В някои случаи сегментите са сраснали помежду си и границите между тях са неясни или изчезнали въобще. Представителите от подклас Хелицерови имат главогръд вместо отделни глава и гърди. Той се нарича cephalotorax или също и просома (prosoma). Коремчето при тях от някои зоолози се нарича опистосома (opistosoma). Сливане на сегменти се наблюдават и в други отдели на тялото. При многоножките липсват гърди, а тялото е представено от глава и дълго сегментирано образувание наречено труп. Броят на сегментите, формиращи различните части на тялото, варира в широки граници.
Членестите крайници са разположени върху всеки сегмент и са подвижно свързани с тялото. Отделните членчета запазват голяма степен на подвижност помежду си. Крайниците са произлезли от параподите на полихетите.
Главата (capitum или cephalon) е първият добре обособен дял на тялото. Представлява хитинизирана капсула. При ракообразните е образувана от пет сегмента, а при насекомите от шест. Първият сегмент се нарича акрон и на него са разположени очите. Следващите един или два сегмента носят антени или антенули, които носят сетивните рецептори. Последните сегменти притежават придатъци или крачка, които взимат активна част при храненето. При насекомите тези придатъци оформят устния апарат на представителите.
При висшите ракообразни броят на сегментите на гърдите е винаги осем, докато при нисшите той обикновено е по-голям. От всяко членче излизат чифт крачета с различна структура и функция. При насекомите членчетата са само три и от всяко излиза чифт крачета. Имат дорзално изпъкнала хитинизирана част наречена тергит и коремна плоска хитинизирана част – стернит. Между двете части се наблюдават нагъвания, наречени плеври.
Главогръдът е образуван от акрон и щест сегмента, които обикновено са слети. Два свободни сегмента съществуват само при солпугите. От него излизат шест чифта крайници, които при различните видове имат различно устройство и функция.
При висшите ракообразни коремчето е представено от шест членчета и различен брой при нисшите. Последният коремен сегмент се нарича телсон. При скорпионите членчетата са 12 броя като първите седем образуват преабдомен, а последните пет постабдомен. На телсона се намира остро хитинено жило, през което се излива секретът на отровна жлеза. При псевдоскорпионите и много кърлежи коремчето е начленено, но липсва диференциацие на предна и задна част. При други кърлежи членчетата на коремчето са напълно слети, подобно на тези на главогръда при паякообразните. При някои паразинти видове кърлежи се наблюдава и пълно сливане на членчетата в тяло без дефиренциация на главогръд и коремче. Паяжинните брадавици при паяците представляват видоизменени крачета. Липсват крака излизащи от коремчето, но в ембрионалното развитие на някои представители се наблюдават техни зачатъци. При многоножките, частта на тялото съответстваща на коремчето при останалите се нарича труп. Представлява част от тялото съставена от 14 до 180 членчета, носещи по един или два чифта крайници. При насекомите сегментите на коремчето варират от 5 до 12. В края на коремчето се отваря аналният отвор. Съставени са от две хитинизирани образувание – тергит и стернит, а между тях се отварят отворите на дихателната система. От коремчето ислизат различни придатъци, които обикновено изпълняват роля в размножаването. В много от случаите те имат и роля в определянето на таксономията на насекомите.
Отвън тялото е покрито от твърда хитинизирана кутикула, която покрива плътно всичките му части. В отделни участъци кутикулата е по-тънка и гъвкава като така се създава възможност за различни движения на сегментите и крайниците. На други места е удебелена като дори се случва да бъде вплътнена от различни вещества като калциев карбонат, с което се повишава здравината и твърдостта и. Основна съставна част на кутикулата е хитинът. Това е азотно съединение разтварящо се във вода и органични разворители. Освен него в кутикулата има и белтъчни вещества и въглеводородни съединение. Съставена е от три слоя – ендо-, ексзо- и епикутикула. Когато кутикулата е пигментирана пигментът е в екзокутикулата. При повечето членестоноги кутикулата е водонепроницаема. Здравината и обаче не позволява нарастването на тялото. Поради това хитиновата обвивка периодично се отделя от тялото, изхвърля се и се образува нова. Процесът се нарича линеене и позволява нарастването на тялото в този период. Здравият хитинов скелет изпълнява и опорни функции на крайниците и мускулите. Отвътре той има множество израстъци, за които се залавят мускулните влакна.

### Дихателна система
По-голяма част от водните видове дишат с помощта на хриле. Сухоземните организми дишат с бял дроб или чрез специална трахейна система с отвори на повърхността на тялото. При нисшите ракообразни както и при най-дребните представители на типа дихателната система не е развита. Дишането се извършва чрез повърхността на тялото или чрез задното черво, в което периодично се поема и изхвърля вода. Тези, които дишат с хриле ги носят по крайниците си. Те представляват нишковидни или пластинковидни израстъци с тънки стени и богато кръвоснабдяване. При по-висшите представители в главогръда се образуват хрилни празнини с три редички хрилни реснички. Други от сегментите на главогръда са подвижни и оситуряват движение на водата към хрилете. При неголям брой ракообразни, преминали към сухоземен начин на живот, дихателната система наподобява на трахейната при насекомите или белия дроб при паякообразните. Последните представляват обилно кръвоснабдени силно разклонени вдлъбнатини по крайниците. Паякообразните дишат с бял дроб. Органът представлява малки ектодермални джобчета или кухини, разположени отдолу на коремчето. Отворчетата им са малки цепнатини, а във вътрешността им са разположени множество листовидни власинки, изпълнени с хемолимфа. Скорпионите и някои примитивни паяци дишат само с бял дроб, а голяма част от паяците имат едновременно бял дроб и трахеи. Само с трахеи дишат сенокосците, лъжескорпионите, солпугите и някои кърлежи. Те представляват филогенетично нова система, осигуряваща нов начин на дишане в сухоземни условия. Дихателната система при насекомите е съставена от трахеи. Те имат ектодермален произход и са покрити с кутикула. Представляват дървовидно разклонени тръбички, които достигат до всички органи и тъканите. Образуват се чрез вгъване на ектодермата. Трахеите започнат с отвори върху телесната покривка. Те се наричат стигми или дихалца. Обикновено са чифтни и са разположени върху втория и третия гръден и първите осем коремни сегмента. Трахеите се разделят на трахейни стволове, а те на трахеоли. През техните стени се осъществява газообмена с тъканите.

### Храносмилателна система
Храносмилателната система е сложно устроена и отделните части са отчетливо обособени. В най-общи линии е представена от предно, средно и задно черво като всяко от тях има свои придатъци, жлези или помощни образувания. Предното и задното черво са с ектодермален произход и са постлани с тънка кутикула. Поради тази причина при линеенето на членестоногото и тя се отделя под формата на тънка тръбичка през устата или ануса.
При ракообразните кутикулата на предното черво има различни косми, четинки, зъбчета, които подпомагат придвижването и стриването на храната. Обикновено в повечето случаи са разположени в едно разширение, наречено дъвкателен стомах. При паякообразните от устата следва глътка, в която се отварят каналите на слюнните жлези. Те отделят и отровните секрети, които спомагат за смилането на вътрешностите на жертвата. При насекомите предното черво се нарича стомодеум. При тях се наблюдава допълнителна диференциация на отделите като общия принцип на устройство е глътка, хранопровод, гуша и мускулест стомах. При насекомите хранещи се с течна храна гушата не е продължение на хранопровода, а е негово странично разширение. В някои случаи може и да липсва. Мускулестият стомах е развит добре при насекомите хранещи се с твърда храна.
В средното черво се изливат ензимите, които смилат хранителното съдържание и обикновено имат разширения, които увеличават повърхността му. Тук се отделят и ензимите на черния дроб. При паякообразните е диференцирано на два отдела същински стомах и тънко черво. При насекомите средното черво се нарича мезентерон. Задното черво завършва с анус, разположен на последния коремен сегмент. При насекомите този отдел от храносмилателната система се нарича проктодеум и се състои от три отдела – пилоричен, тънко черво и дебело черво.

### Отделителна система
Отделителната система при ракообразните се състои от два чифта изменени жлезисти органи – целомодукти. Единият се отваря в основата на антените и е известен като антенален, а другия е максиларен и се отваря в основата на максилите. Обикновено единият чифт функционира при ларвите, а другият при половозрелите. При паякообразните тази система е представена от малпигиеви тръбички и коксални жлези. Първите имат ентодермален произход и са чифт разклоняващи се тръбички, които преминават между органите в телесната празнина. Отварят се на границата между средно и задно черво. Отделят пикочна киселина и гуанин във вид на кристалчета при минимална загуба на вода. Коксалните жлези са мехуровидни образувания в главогръда. Изходните им каналчета са разположени на основните членчета на първи и втори чифт ходилни крайници. При многоножките освен малпигиевите тръбички отделителна функция изпълняват и лимфатичните жлези и мастното тяло. Лимфатичните жлези са разположени в съседство с малпигиевите съдове и коремните кръвоносни органи. Те улавят и натрупват в себе си твърди частички на принципа на фагоцитозата. В мастното тяло се отлагат мазнини и пикочна киселина. При насекомите основният дял на отделителната функция се заема от малпигиевите съдове. При някои безкрили насекоми те липсват, а при други се наблюдават и отделителни екскреторни клетки. Те натрупват в себе си урати и преминават в мастното тяло.

### Кръвоносна система
Кръвоносната система е от отворен тип. Кръвта от сърцето се движи по кръвоносни съдове, достига мозъка, впоследствие се излива в миксоцела, мие вътрешните органи, включително дихателните и отново постъпва в сърцето. При ракообразните разположението на сърцето зависи от разположението на хрилете и се намира в близост до тях. При нисшите представители тя е слабо развита. Кръвта е различно оцветена – червена, когато съдържа хемоглобин и синя, когато съдържа хемоцианин. При паякообразните кръвоносната система наподобява на тази при ракообразните. Сърцето се намира гръбно разположено над червото. При трахейнодишащите кръвта не контактува с дихателната система, защото не носи кислород.

### Нервна система
Нервната система е усъвършенствана като концентрацията на нервните  ганглии се засилва. При по-голямата част от членестоногите главният мозък се разделя на три части – преден (protocerebrum), среден (deutocerebrum) и заден (tritocerebrum). Нервната система при ракообразните е представена от чифтен главов мозък, окологлътъчни конективи и коремна нервна верига с нервни ганглии във всеки сегмент. При по-висшите представители се наблюдава концентрация на ганглиите. Притежават и симпатична нервна система, инервираща храносмилателната и кръвоносната система. В предния и задния мозък както и в ганглиите на коремната нервна верига се развиват и нервносекреторни клетки. Те отделят хормони, въздействащи върху различни процеси, включително върху линеенето и метаморфозата. При насекомите задният мозък осъществява контрол на симпатичната нервна верига.

### Сетивни органи
При членестоногите се наблюдават разнообразни и добре развити органи на усещанията, разположени върху определени части на тялото – антенули, антенки, крайници, четинки, косъмчета. Ракообразните имат два вида очи – прости и фасетни. Простите се наричат още науплисови и се срещат основно при ларвните форми, но понякога се запазват и при възрастните индивиди. Съставено е от сливането на 2 или 4 очни ямки, постлани с пласт ретинни клетки и една светлопречупваща леща. Разположени са между основата на антенулите. Сложните очи са разположени върху подвижни израстъци на главата като това позволява да се увеличи ъгъла на зрителното поле. Зрението на ракообразните е слабо. Повечето видове различават светло и тъмно, а при друга част служи за възбуждане на нервносекреторните клетки. При паякообразните очите са прости и достигат до 12 на брой при паяците. Зрението също не е добро. Насекомите също притежават сложни и прости очи като сложните са най-големите органи на зрението и са основни за много от насекомите. Съставени са от можество фасетни очи, чиито брой варира при отделните видове. Например при мравката работничка са около 100 – 600, при домашната муха – 4000, а при водните кончета 28 000 броя.
При ракообразните обонятелните органи са добре развити и са разположени върху антенулите. При паякообразните има разпръснати осезателни клетки по цялото тяло като някои от тях изпълняват и обонятелна функция. Голям брой чувствителни четинки (трихоботрии) са концентрирани върху педипалпите. Хилоподите притежават обонятелен орган – орган на Темешвари. Той има вид на малка кръгла ямичка, разположена отстрани на главата между антените и очите. Хеморецепторите при насекомите са в състава на органите на вкуса и обонянието. Обонятелните сенсили са разположени върху антените, но с различни вариации се срещат и по други части на главата. Вкусовите сенсили са съсредоточени върху устните органи и ходилата и по-рядко на антените и яйцеполагалото.
При висшите ракообразни се срещат органи на равновесието – статоцисти. Разположени са в основното членче на антенулите. Представляват капсула, покрита отвътре с чувствителни четинки, в която има няколко песъчинки.
Механорецепторите при насекомите възприемат механични дразнения. Състоят се от две части – кутикулно образувание под формата на косъмче или пластинка и нервно разклонение. Звуковите рецептори по същество са също механорецептори като кутикулните сенсили улавят звуковите трептения и по нервния ствол го отнасят до главния мозък. Съсредоточени са в т.нар. Джонстънов орган, разположен върху второто антенално членче. Освен звукови възприятие органът може да контролира скоростта на полета и да бъде помощен орган при ориентацията.
Рецепторите за влажност при насекомите са разположени в сенсилите на антените и представляват хеморецептори. По-рядко при насекомите се откриват и терморецептори, разположени отново в сенсилите на антените, а също и по главата, гърдите и коремчето при някои бръмбари. Те възприемат инфрачервените лъчи, отделяни от различни елементи в природата или температурния градиент при гостоприемниците на някои паразитни видове насекоми.

## Размножаване
По повърхността на тялото съществува телесна празнина, заета от размножителни органи. Членестоногите са разделнополови животни. Размножаването е разнообразно. При едни видове пряко от яйцата се развиват възрастни индивиди (речен рак, водна бълха). При други ларвите много приличат на възрастните и след няколко събличания се превръщат във възрастни (хлебарка, водно конче, скакалец). При трети от яйцата се развиват ларви, които се превръщат отначало в какавиди и после във възрастни (бръмбар, муха). Процесът се нарича метаморфоза.

## Класификация
Членестоногите са изключително разнообразна група животни с около 1 170 000 описани вида, което е над 80% от всички известни животински видове. Според някои изследвания общият брой на описаните и все още неописаните съществуващи днес видове членестоноги е между 5 и 10 милиона. Оценката за броя на съществуващите видове е изключително трудна и често зависи от поредица допускания, за да бъде екстраполиран броят за определени местности до мащаба на целия свят.
Членестоногите са важен елемент на морските, сладководните, сухоземните и въздушните екосистеми и са единствените животни, освен амниотите, адаптирани за живот в суха среда. Най-дребните насекоми имат маса, по-малка от 25 μg, най-тежките достигат 70 g, а някои ракообразни са много по-едри, например японският рак-паяк (Macrocheira kaempferi) е с размери до 4 m.
Членестоногите обикновено се разделят на 5 подтипа, един от които днес е изчезнал:
Tип Членестоноги
- Подтип Хелицерови (Chelicerata) Heymons, 1901 – включва паяци, акари, скорпиони и подобни на тях организми, характеризиращи се с наличието на хелицери, израстъци точно над или пред устата.
  - Клас Паякообразни (Arachnida) Cuvier, 1812 – паяци, кърлежи, скорпиони
  - Клас Мечоопашати раци (Merostomata) Woodward, 1866 - мечоопашати раци, ракоскорпиони, морски скорпиони
  - Клас Морски паяци (Pycnogonida) Latreille, 1810
- Подтип Ракообразни (Crustacea) Brünnich, 1772 – включва омари, скариди и други предимно водни животни с характерни двуклонести крайници.
  - Клас Хрилоноги (Branchiopoda) Latreille, 1817 – хрилнокраки
  - Клас Цефалокариди (Cephalocarida) Sanders, 1955
  - Клас Висши ракообразни (Malacostraca) Latreille, 1802 – омари, раци, скариди и др.
  - Клас Челюстнокраки (Maxillopoda) Dahl, 1956
  - Клас Мидени рачета (Ostracoda) Latreille, 1802
  - Клас Remipedia Yager, 1981
- Подтип Шестокраки (Hexapoda) Latreille, 1825 – включва насекомите и няколко по-малки групи, които имат по три чифта крака.
  - Клас Скриточелюстни (Entognatha) Stummer-Traunfels, 1891
  - Клас Насекоми (Insecta) Linnaeus, 1758
- Подтип Многоножки (Myriapoda) Latreille, 1802 – включва стоножки и свързаните с тях групи, които имат множество телесни сегменти с по един или два чифта крака.
  - Клас Хилоподи (Chilopoda) Latreille, 1817 – скрипя, сколопендра
  - Клас Диплоподи (Diplopoda) De Blainville in Gervais, 1844 – стоножки
  - Клас Пауроподи (Pauropoda) Lubbock, 1868
  - Клас Симфили (Symphyla) Ryder, 1880
- Подтип Трилобитообразни (Trilobitomorpha) – многобройни в миналото морски животни, силно намалели при девонското и напълно изчезнали при перм-триаското масово измиране.
  - Клас †Трилобити (Trilobita)

Освен тези основни групи са известни и някои фосилни форми, главно от ранния камбрий, които е трудно да бъдат класифицирани, поради отсъствие на очевидни сходства с някоя от основните групи или поради ясни сходства с няколко от тях.

## Произход и еволюция
Предполага се, че членестоногите и прешленестите червеи имат обща изходна форма – древни примитивни многочетинести червеи (полихети). Като доказателство, животното перипатос съчетава белези и на двата типа. То живее и до днес в горите на нос Добра надежда.
Еволюционният преход се характеризира със следните изменения:
- Разпадане на кожно-мускулната торба и развитие на сложни напречно набраздени мускули;
- Тънката кутикула става твърда и здрава, което води до начленяването на параподите и превръщането им в членести крайници;
- Нарушаването на хомономната сегментация (започнало още при полихетите) се задълбочава и в резултат на това сегментите се групират във функционално различни отдели (глава, гърдички и коремче);
- Появяват се дихателни и отделителни органи, функциониращи с минимална загуба на вода от тялото.

### На български език
- Големански, В. „Зоология Безгръбначни животни“.   Шумен, УИ „Епископ Константин Преславски“, второ издание, 2003. ISBN 954-577-187-9.
- Коларов, Я. „Зоология“.   София, УИ „Паисий Хилендарски“, 2008. ISBN 978-954-423-421-8.
- Донев, Атанас. Зоология на безгръбначните животни.   Пловдив, 2008. ISBN 978-954-8812-10-8.

### На английски език
- Williams, D.M. Book of Insect Records: Largest //   University of Florida, 21 април 2001. Посетен на 1 юни 2009. (на английски)
- Schmidt-Nielsen, K. Scaling: Why is Animal Size So Important?.   Cambridge University Press, 1984. ISBN 0521319870. Посетен на 29 септември 2008. (на английски)
- Thanukos, Anna. The Arthropod Story //   University of California, Berkeley. Посетен на 29 септември 2008. (на английски)
- Ødegaard, Frode. How many species of arthropods? Erwin’s estimate revised. //  Biological Journal of the Linnean Society 71.   2000. DOI:10.1006/bijl.2000.0468. p. 583 – 597.  Архивиран от оригинала на 2010-12-26. (на английски)
- Ruppert, E.E. et al. Invertebrate Zoology. 7.   Brooks / Cole, 2004. ISBN 0030259827. (на английски)